# Tony Roche
Anthony »Tony« Dalton Roche, avstralski tenisač in trener, * 17. maj 1945, Wagga Wagga, Avstralija.
Tony Roche se je v posamični konkurenci šestkrat uvrstil v finale turnirjev za Grand Slam, edino zmago je dosegel leta 1966, ko je v finalu turnirja za Amatersko prvenstvo Francije premagal Istvána Gulyása. V finalu turnirja je zaigral še v letih 1965 in 1967, kot tudi leta 1968 na turnirju za Odprto prvenstvo Anglije ter v letih 1969 in 1970 na turnirju za Odprto prvenstvo ZDA. Na turnirjih za Odprto prvenstvo Avstralije se je najdlje uvrstil v polfinale v letih 1965, 1967, 1969 in 1975. V konkurenci moških dvojic, kjer je bil njegov stalni partner John Newcombe, je po petkrat osvojil Odprto prvenstvo Avstralije in Odprto prvenstvo Anglije, dvakrat Odprto prvenstvo Francije in enkrat Odprto prvenstvo ZDA. V konkurenci mešanih dvojic, kjer je bila njegova stalna partnerka Judy Tegart, pa je po enkrat osvojil Odprto prvenstvo Avstralije in Odprto prvenstvo Anglije. V letih 1965, 1966, 1967 in 1977 je bil član zmagovite avstralske reprezentance na Davisovem pokalu.
Kot trener je vodil znane tenisače, kot so Ivan Lendl, Patrick Rafter, Roger Federer, Lleyton Hewitt in Jelena Dokić. Leta 1986 je bil sprejet v Mednarodni teniški hram slavnih.

## Finali Grand Slamov

### Posamično (6)

#### Zmage (1)
| Leto | Turnir                       | Nasprotnik v finalu | Rezultat finala |
| 1966 | Amatersko prvenstvo Francije | István Gulyás       | 6–1, 6–4, 7–5   |

#### Porazi (5)
| Leto | Turnir                           | Nasprotnik v finalu | Rezultat finala    |
| 1965 | Amatersko prvenstvo Francije     | Fred Stolle         | 6–3, 0–6, 2–6, 3–6 |
| 1967 | Amatersko prvenstvo Francije (2) | Roy Emerson         | 1–6, 4–6, 6–2, 2–6 |
| 1968 | Odprto prvenstvo Anglije         | Rod Laver           | 3–6, 4–6, 2–6      |
| 1969 | Odprto prvenstvo ZDA             | Rod Laver           | 9–7, 1–6, 2–6, 2–6 |
| 1970 | Odprto prvenstvo ZDA (2)         | Ken Rosewall        | 6–2, 4–6, 6–7, 3–6 |

### Moške dvojice (15)

#### Zmage (13)
| Leto    | Turnir                          | Partner       | Nasprotnika v finalu             | Rezultat finala           |
| 1965    | Prvenstvo Avstralije            | John Newcombe | Roy Emerson Fred Stolle          | 3–6, 4–6, 13–11, 6–3, 6–4 |
| 1965    | Prvenstvo Anglije               | John Newcombe | Ken Fletcher Bob Hewitt          | 7–5, 6–3, 6–4             |
| 1967    | Prvenstvo Avstralije (2)        | John Newcombe | Bill Bowrey Owen Davidson        | 3–6, 6–3, 7–5, 6–8, 8–6   |
| 1967    | Amatersko prvenstvo Francije    | John Newcombe | Roy Emerson Ken Fletcher         | 6–3, 9–7, 12–10           |
| 1967    | Nacionalno prvenstvo ZDA        | John Newcombe | Bill Bowrey Owen Davidson        | 6–8, 9–7, 6–3, 6–3        |
| 1968    | Odprto prvenstvo Anglije (2)    | John Newcombe | Ken Fletcher Ken Rosewall        | 3–6, 8–6, 5–7, 14–12, 6–3 |
| 1969    | Odprto prvenstvo Francije (2)   | John Newcombe | Roy Emerson Rod Laver            | 4–6, 6–1, 3–6, 6–4, 6–4   |
| 1969    | Odprto prvenstvo Anglije (3)    | John Newcombe | Tom Okker Marty Riessen          | 7–5, 11–9, 6–3            |
| 1970    | Odprto prvenstvo Anglije (4)    | John Newcombe | Ken Rosewall Fred Stolle         | 10–8, 6–3, 6–1            |
| 1971    | Odprto prvenstvo Avstralije (3) | John Newcombe | Tom Okker Marty Riessen          | 6–2, 7–6                  |
| 1974    | Odprto prvenstvo Anglije (5)    | John Newcombe | Robert Lutz Stan Smith           | 8–6, 6–4, 6–4             |
| 1976    | Odprto prvenstvo Avstralije (4) | John Newcombe | Ross Case Geoff Masters          | 7–6, 6–4                  |
| 1977jan | Odprto prvenstvo Avstralije (5) | Arthur Ashe   | Charlie Pasarell Erik Van Dillen | 6–4, 6–4                  |

#### Porazi (2)
| Leto | Turnir                       | Partner       | Nasprotnika v finalu     | Rezultat finala             |
| 1964 | Amatersko prvenstvo Francije | John Newcombe | Roy Emerson Ken Fletcher | 5–7, 3–6, 6–3, 5–7          |
| 1966 | Prvenstvo Avstralije         | John Newcombe | Roy Emerson Fred Stolle  | 9–7, 3–6, 8–6, 12–14, 10–12 |

### Mešane dvojice (5)

#### Zmage (2)
| Leto | Turnir                   | Partner        | Nasprotnika v finalu          | Rezultat finala |
| 1966 | Prvenstvo Avstralije     | Judy Tegart    | Robyn Ebbern William Bowrey   | 6–1, 6–3        |
| 1976 | Odprto prvenstvo Anglije | Françoise Dürr | Rosemary Casals Dick Stockton | 6–3, 2–6, 7–5   |

#### Porazi (3)
| Leto | Turnir                | Partner     | Nasprotnika v finalu        | Rezultat finala |
| 1965 | Prvenstvo Anglije     | Judy Tegart | Margaret Smith Ken Fletcher | 10–12, 3–6      |
| 1967 | Prvenstvo Avstralije  | Judy Tegart | Lesley Turner Owen Davidson | 7–9, 4–6        |
| 1969 | Prvenstvo Anglije (2) | Judy Tegart | Ann Haydon Fred Stolle      | 2–6, 3–6        |